# Sitticus longipes
Sitticus longipes là một loài nhện trong họ Salticidae.
Loài này thuộc chi Sitticus. Sitticus longipes được Canestrini miêu tả năm 1873.